# Peltodytes
Peltodytes, Syn. Cnemidotus ist eine Gattung der Käfer aus der Familie der Wassertreter (Haliplidae). Sie kommt in Europa mit zwei Arten vor.

## Merkmale
Die Käfer sehen denen der Gattung Haliplus sehr ähnlich unterscheiden sich von dieser jedoch durch ihre stark gewölbte, buckelige Körperform, die sehr grobe punktförmige Struktur ihrer Oberfläche, einen feinen unpunktierten Streifen auf der hinteren Hälfte der Deckflügel nahe der Flügeldeckennaht und längere Endglieder der Tarsen. 

## Vorkommen und Lebensweise
Die Tiere leben ähnlich wie die der Gattung Haliplus an Wasserpflanzen in stehenden oder langsam fließenden Gewässern.

## Arten (Europa)
- Ovaler Wassertreter (Peltodytes caesus) (Duftschmid, 1805)
- Peltodytes rotundatus (Aubé, 1836)